# Linia kolejowa Cannes – Grasse
Linia kolejowa Cannes – Grasse – linia kolejowa we Francji, w regionie Prowansja-Alpy-Lazurowe Wybrzeże. Jest to krótka linia o długości 16,6 km łącząca Cannes z Grasse i stanowi odnogę linii Marsylia – Ventimiglia.
Według klasyfikacji RFF ma numer 944 000.